# Ibrahim Osman (Fußballspieler)
Ibrahim Osman (* 29. November 2004) ist ein ghanaischer Fußballspieler. Der Linksaußen steht bei Brighton & Hove Albion unter Vertrag und ist in der Saison 2025/26 an AJ Auxerre ausgeliehen. Seit 2024 ist er zudem Nationalspieler seines Heimatlands.

## Karriere im Vereinsfußball
Ibrahim Osman stammt aus Ghana und spielte bis zum Ende des Jahres 2022 in seinem Herkunftsland in der Akademie von „Right To Dream“, ehe er nach Europa zum dänischen Erstligisten FC Nordsjælland wechselte. Die besagte Fußballakademie wurde vom Engländer Tom Vernon, der auch mal Scout von Manchester United war, gegründet und dieser hatte Anfang des Jahres 2016 den FC Nordsjælland übernommen. So war es naheliegend, dass Osman in der Wintertransferperiode der Saison 2022/23 – als er schon das 18. Lebensjahr vollendet hatte und somit nach Europa wechseln durfte – nach Nordeuropa ging und fortan für die Dänen auflief. Nachdem er ein Spiel für die Reservemannschaft im „Future Cup“ absolviert hatte, debütierte er schließlich am 24. Februar 2023 beim 4:2-Sieg gegen Odense BK, als er drei Minuten vor Spielende eingewechselt wurde, für die Profimannschaft in der Superligaen. Während der Rückrunde kam Ibrahim Osman zwar vereinzelt für die Reserve oder für die U19-Mannschaft zum Einsatz, doch zumeist lief er für die Profimannschaft auf und mit dem FC Nordsjælland erreichte er dabei im dänischen Pokalwettbewerb das Halbfinale sowie in der Liga die Vizemeisterschaft, der gleichbedeutend mit der Teilnahme an der Conference League war. Im Ligaalltag hatte dabei der Verein im Laufe der Saison um die Meisterschaft mitgespielt. Nach einem 3:1-Sieg im Heimspiel gegen Randers FC am 22. Mai 2023 wurde er von seinem Trainer Johannes Hoff Thorup gelobt. Hierbei beschrieb dieser Osman als einen „schnellen Flügelspieler und Stürmer“ und attestierte ihm „eine Schnelligkeit, die wir bei mindestens einem unserer Stürmer dringend brauchen“. Besagte Partie gegen Randers war ein Spiel in der sogenannten „Meisterrunde“ und in dieser hatte Ibrahim insgesamt fünf Partien absolviert.
Kurz vor Ende des Sommertransferfensters der Saison 2023/24 verließ Ibrahim Osmans Landsmann Ernest Nuamah, der ebenfalls der Akademie von „Right To Dream“ entstammte, den Verein und wechselte zum belgischen Erstligaaufsteiger RWD Molenbeek, wobei er umgehend an Olympique Lyon verliehen wurde. Bis zum Ende der Hinrunde erkämpfte sich Osman einen Platz in der Stammformation und wurde dabei zumeist als Außenstürmer eingesetzt. Mit einem Tor und fünf Vorlagen trug er zum fünften Platz des Vereins, der zwischenzeitlich Tabellenführer war, bei. In der Conference League erreichte der FC Nordsjælland die Gruppenphase und traf dort auf Fenerbahce Istanbul, den bulgarischen Vertreter Ludogorets Rasgrad sowie auf den slowakischen Spartak Trnava. Ibrahim Osman erzielte beim hohen 7:1-Sieg gegen die Bulgaren ein Tor und kam in der Gruppenphase – wo auch Fenerbahce mit 6:1 geschlagen wurde – in allen sechs Partien zum Einsatz. Am Ende schied der Verein nach den Gruppenspielen aus.
Im Februar 2024 wurde die Verpflichtung zur Folgesaison durch Brighton & Hove Albion bekannt. Von dort wurde er für die Saison 2024/25 an Feyenoord Rotterdam ausgeliehen, um Spielpraxis zu sammeln. Nach 32 wettbewerbsübergreifenden Einsätzen folgte zur Saison 2025/26 eine weitere Leihe zu AJ Auxerre.

## Karriere in der Nationalmannschaft
Im März 2024 absolvierte Osman in Freundschaftsspielen gegen Nigeria und Uganda seine ersten beiden Länderspiele für Ghana.